# 東京穀物商品取引所

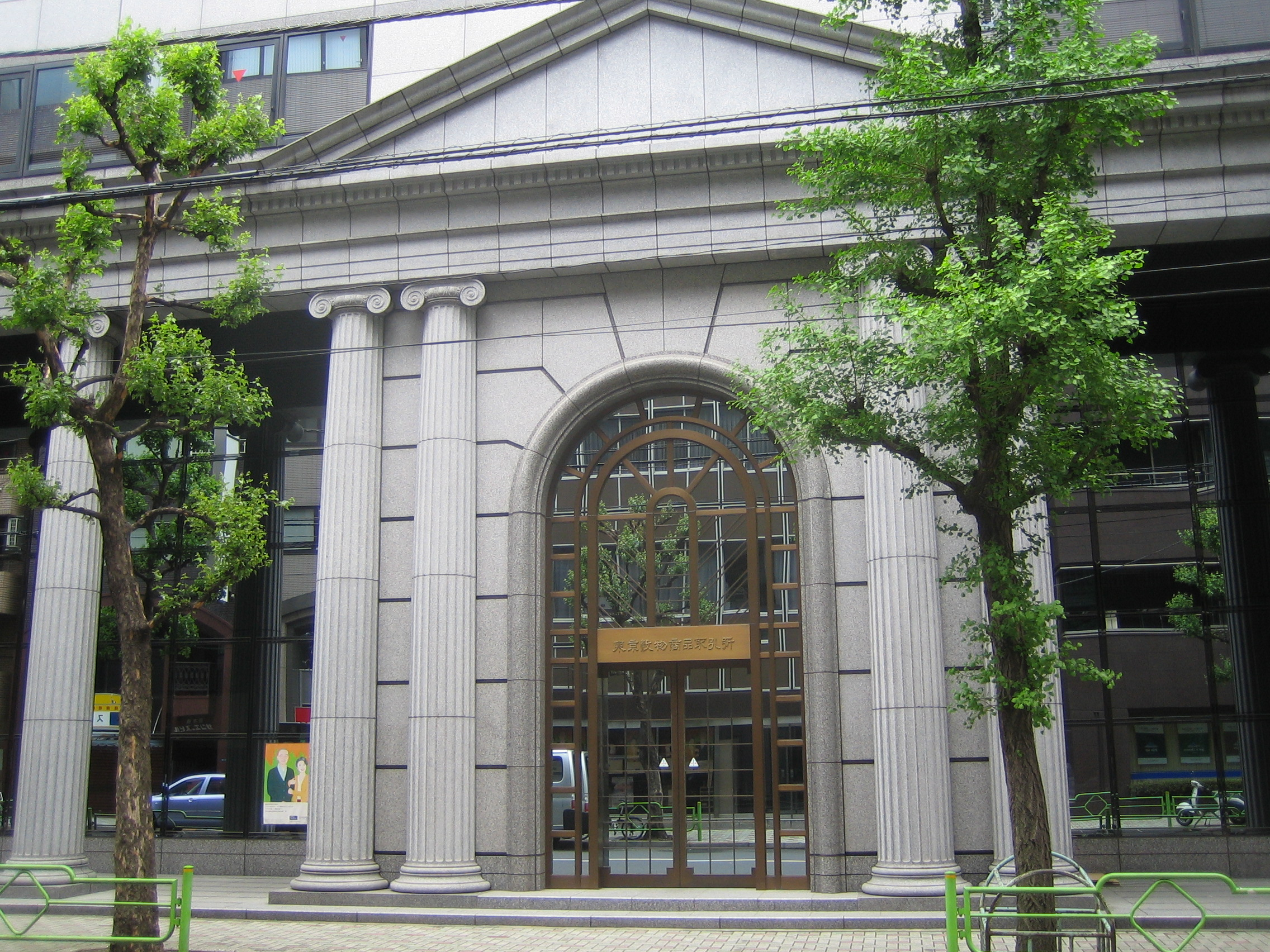
2011年3月まで入居していた東京穀物商品取引所の建物

東京穀物商品取引所（とうきょうこくもつしょうひんとりひきじょ、The Tokyo Grain Exchange, 略称TGE）は、商品取引所法に基づいて商品先物市場を開設することを目的として設立された社団。2009年11月に株式会社へと組織変更。2013年2月8日をもってすべての立会を終了し、その建玉等の処理は、翌営業日である同月12日より大阪堂島商品取引所（米穀）と東京商品取引所（一般大豆、小豆、とうもろこしおよび粗糖）に移管された。

## 主な取引商品
- とうもろこし
- 大豆
- 小豆
- アラビカコーヒー
- 粗糖
- コメ

## 沿革
- 1874年（明治7年） - 中外商行会社が当地にて米の先物取引を実施。
- 1908年（明治41年） - 東京米穀商品取引所の成立（米を含む農作物の（先物）取引所））。
- 1939年（昭和14年） - 戦時統制（米穀配給統制法の成立）により農作物の先物取引の廃止。
- 1951年（昭和26年）5月12日 - 横浜生絲取引所開所。
- 1951年（昭和26年）7月3日 - 小樽商品取引所開所。
- 1952年（昭和27年）5月7日 - 東京砂糖取引所開所。
- 1952年（昭和27年）7月24日 - 前橋乾繭取引所開所。
- 1952年（昭和27年）10月10日 - 東京穀物商品取引所開所（東京米穀商品取引所の土地建物を継承）。
- 1961年（昭和36年）5月1日 - 小樽商品取引所が札幌市に移転し北海道穀物商品取引所に改称。
- 1993年（平成 5年） 10月 1日 - 東京砂糖取引所と合併。
- 1995年（平成 7年） 4月 1日 - 北海道穀物商品取引所と合併。
- 1998年（平成10年）10月1日 - 横浜生絲取引所と前橋乾繭取引所との合併により横浜商品取引所となる。
- 2006年（平成18年） 4月 1日 - 横浜商品取引所と合併。
- 2008年（平成20年） 6月 - 東京穀物商品取引所各上場銘柄と小麦の先物価格、コメで構成する商品指数「東穀農産物指数」を公表。
- 2009年（平成21年）11月 - 組織変更により株式会社化。
- 2011年（平成23年） 1月 - 取引システムについて東京工業品取引所のシステムを使用のため、これに伴い全取引が板合せザラバ仕法となる。
- 2011年（平成23年） 3月 - 本社を日本橋蛎殻町から日本橋堀留町へ移転。
- 2011年（平成23年） 7月 - 農林水産省が米相場の試験許可開始（米相場の復活・取引開始）。
- 2012年（平成24年）5月 - 2013年2月に、米穀（コメ）先物を関西商品取引所に、トウモロコシ・大豆・粗糖・小豆の先物を東京工業品取引所に移管し、2013年夏にも解散することを取締役会にて決議[1]。
- 2013年（平成25年）2月8日 - この日の日中立会終了をもって全ての立会を終了。東京穀物商品取引所の銘柄については2013年2月8日17時からの2013年2月12日計算区域の夜間立会は行われなかった。
- 2013年（平成25年）2月12日 - 米穀（コメ）、トウモロコシ・大豆・粗糖及び小豆の各銘柄の移管日[2]。
- 2013年（平成25年）3月19日 - 農林水産省による解散の認可[3]。

## 関連事項
- 先物取引
- 商品先物取引